# 福岡県道・大分県道・熊本県道115号八女小国線
福岡県道・大分県道・熊本県道115号八女小国線（ふくおかけんどう・おおいたけんどう・くまもとけんどう115ごう やめおぐにせん）は、福岡県八女市から熊本県阿蘇郡小国町に至る一般県道である。

## 概要
福岡県八女市長野から熊本県阿蘇郡小国町大字宮原に至る。
路線のほとんどが国道442号と重複しており、実延長区間は八女市黒木町大淵の日向神ダムのダム湖西端で国道442号から別れ、ダム湖の北側を南東に向かって進み、ダム湖東端の八女市矢部村にある矢部川源流公園付近で国道442号と再び合流するまでの約7 kmの区間である。現在の国道442号と異なり、幅員改良が施されていないため、幅員が狭く対向車とのすれ違いが困難な場所が多い。また部分的にロックシェッドが設置されている場所もあるものの落石や崖崩れの可能性が指摘されているため、異常気象時は交通規制が行われる。
ダム湖北東端にある蹴洞（けほぎ）岩・日向神ダムキャンプ場周辺は過去には頻繁に災害による通行規制が行われてきた場所である。このため、蹴洞岩近くに、ダムの最も北側に位置する正面岩方面へ向かわずとも、橋梁で横断できるアーチ橋（蹴洞橋）が架けられた。これにより、蹴洞橋から日向神ダムキャンプ場の間のダム湖南側の旧道区間が通行禁止となった。
上記にもある通り、国道442号が国道として昇格するまでは、福岡県道・大分県道・熊本県道3号八女小国線として供用していた区間である。

### 路線データ
- 起点：福岡県八女市長野（八女市長野交差点、国道442号上）
- 終点：熊本県阿蘇郡小国町大字宮原（国道212号交点、国道387号・国道442号上）
- 総延長：58.5 km
- 実延長：7 km

## 歴史
- 1954年（昭和29年）1月20日 - 建設省告示により主要地方道に指定（当初の路線名は福島小国線となっていた）。福岡県指定県道黒木福島線、大分県道・福岡県道中津江黒木線および熊本県道・大分県道・福岡県指定県道北小国黒木線を統合したもの。
- 1955年（昭和30年）1月 - 県道八女小国線として認定。整理番号は、福岡が23、大分と熊本が3であった。
- その後、1973年（昭和48年）3月1日までに整理番号が3に統一される。
- 1974年（昭和49年）11月12日 - 路線の一部（大分県日田郡中津江村（現・日田市）栃原以東）が国道387号として指定される（これにより、熊本県での実延長がなくなる）。
- 1981年（昭和56年）4月30日 - 路線の大部分が国道442号として指定される（これにより、大分県での実延長がなくなる）。
- 1982年（昭和57年）10月1日 - 熊本県の整理番号が3から115に変更される。
- 1983年（昭和58年）2月1日 - 福岡県の整理番号が3から115に変更される（大分県は変更の告示を行っていない）。

## 路線状況
八女市中心部から国道442号の黒岩隧道を東側に抜けると日向神ダムが目前に迫る丁字路となっている。これを右（南）に進むと国道442号で、左（北）に進むと県道115号となる。
この交差点を左折するとすぐにトンネルに入り、トンネルを抜けると日向神ダムの堤頂部を通る。堰堤自体は福岡県の管理するダムであるが、道路法上の福岡県の県道でもある。ダム堤頂部を通りトンネルを抜け、ロックシェッドの下を通り下鶴トンネルを抜けると道路が二手に分かれる。直進すると蹴洞岩・日向神ダムキャンプ場に通じる。右折すると蹴洞橋を渡る。
蹴洞橋から先はダム湖北岸沿いを通る。ダム湖の東側では沿道に民家が点在する。ダム湖東端部で国道442号と合流して実延長区間は終点となる。

### 重複区間
- 国道442号（福岡県八女市長野・長野交差点（起点） - 八女市黒木町大淵）
- 国道442号（福岡県八女市矢部村北矢部 - 熊本県阿蘇郡小国町宮原（終点））
- 大分県道・熊本県道9号日田鹿本線（大分県日田市中津江村合瀬）
- 国道387号（大分県日田市中津江村栃野・栃野交差点 - 熊本県阿蘇郡小国町大字宮原（終点））
- 大分県道・熊本県道12号天瀬阿蘇線（大分県日田市中津江村栃野 - 日田市上津江町川原）

### 道路施設

#### トンネル
起点から
- 福岡県
  - 長野隧道：延長41 m、1889年（明治22年）竣工、八女市（国道442号重複区間）
  - 竹谷隧道：延長51 m、1958年（昭和33年）竣工、八女市（国道442号重複区間）
  - 山中隧道：延長77 m、1958年（昭和33年）竣工、八女市（国道442号重複区間）
  - 松瀬向隧道：延長71 m、1958年（昭和33年）竣工、八女市（国道442号重複区間）
  - 黒岩隧道：延長370 m、1957年（昭和32年）竣工、八女市（国道442号重複区間）
  - 八媛隧道：延長121 m、1960年（昭和35年）竣工、八女市
  - 天戸隧道：延長55 m、1960年（昭和35年）竣工、八女市
  - 下鶴隧道：延長67 m、1960年（昭和35年）竣工、八女市
  - 熊の内隧道：延長24 m、1960年（昭和35年）竣工、八女市
  - 日向神（ひゅうがみ）隧道：延長47 m、1965年（昭和40年）竣工、八女市
  - 蹴洞（けほぎ）隧道：延長27 m、1965年（昭和40年）竣工、八女市
  - 神遊隧道：延長29 m、1965年（昭和40年）竣工、八女市
  - 竹原峠（たかはらとうげ）トンネル：延長1,422 m、2005年（平成17年）竣工、福岡県八女市 - 大分県日田市（国道442号重複区間）
- 大分県
  - 間地トンネル：延長155 m、2013年（平成25年）竣工、日田市（国道442号重複区間）
  - 栃原トンネル：延長73 m、1965年（昭和40年）竣工、日田市（国道442号重複区間）
  - 荒瀬トンネル：延長69 m、1965年（昭和40年）竣工、日田市（国道387号重複区間）

熊本県
  - 室原トンネル：延長91 m、1996年（平成8年）竣工、阿蘇郡小国町（国道387号重複区間）
  - 杉ノ平トンネル：延長300 m、1994年（平成6年）竣工、阿蘇郡小国町（国道387号重複区間）
  - 石尾トンネル：延長105 m、1990年（平成2年）竣工、阿蘇郡小国町（国道387号重複区間）

#### 道の駅
- 大分県
  - 鯛生金山（日田市、国道442号重複区間）

## 地理

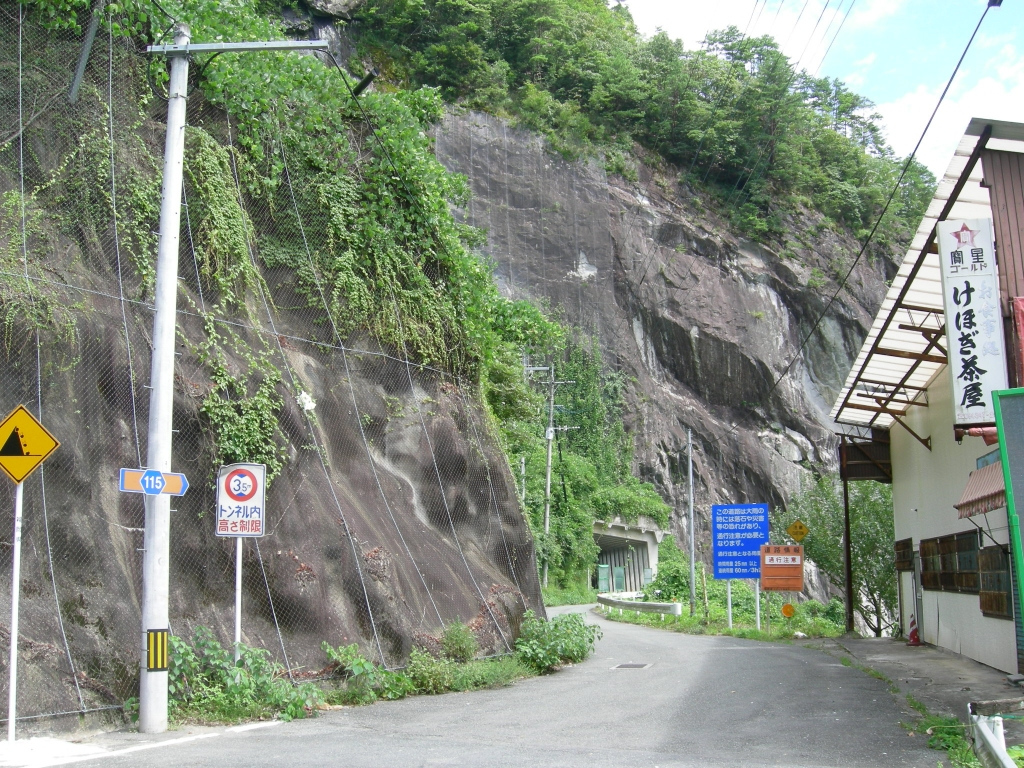
福岡県側に唯一単独区間として残る県道115号（福岡県八女市黒木町大淵・国道442号交点）

### 通過する自治体
- 福岡県
  - 八女市
- 大分県
  - 日田市
- 熊本県
  - 阿蘇郡小国町

### 交差する道路
単独区間で交差する道路は存在しない。すべて国道442号の重複区間内での交差である。
| 交差する道路                                            | 都道府県名 | 市町村名 | 市町村名 | 交差する場所 | 交差する場所            |
| ------------------------------------------------------- | ---------- | -------- | -------- | ------------ | ----------------------- |
| 国道442号 重複区間起点                                  | 福岡県     | 八女市   | 八女市   | 長野         | 八女市長野交差点 / 起点 |
| 福岡県道795号湯辺田八女線                               | 福岡県     | 八女市   | 八女市   | 黒木町湯辺田 |                         |
| 福岡県道715号湯辺田瀬高線                               | 福岡県     | 八女市   | 八女市   | 黒木町湯辺田 |                         |
| 福岡県道796号吹春本分線                                 | 福岡県     | 八女市   | 八女市   | 黒木町本分   | 本分交差点              |
| 熊本県道・福岡県道127号岩野黒木線                       | 福岡県     | 八女市   | 八女市   | 黒木町本分   | 中籠交差点              |
| 福岡県道70号田主丸黒木線                                | 福岡県     | 八女市   | 八女市   | 黒木町桑原   | 黒木警部交番入口交差点  |
| 福岡県道797号後川内黒木線                               | 福岡県     | 八女市   | 八女市   | 黒木町黒木   | 大藤前交差点            |
| 福岡県道802号黒木大牟田線                               | 福岡県     | 八女市   | 八女市   | 黒木町北木屋 | 黒木中学校前交差点      |
| 福岡県道・熊本県道13号黒木鹿北線                        | 福岡県     | 八女市   | 八女市   | 黒木町大淵   |                         |
| 国道442号 重複区間終点                                  | 福岡県     | 八女市   | 八女市   | 黒木町大淵   |                         |
| 国道442号 重複区間起点                                  | 福岡県     | 八女市   | 八女市   | 矢部村矢部   |                         |
| 福岡県道57号浮羽石川内線                                | 福岡県     | 八女市   | 八女市   | 矢部村北矢部 |                         |
| 大分県道・熊本県道9号日田鹿本線 重複区間起点            | 大分県     | 日田市   | 日田市   | 中津江村合瀬 |                         |
| 大分県道・熊本県道9号日田鹿本線 重複区間終点            | 大分県     | 日田市   | 日田市   | 中津江村合瀬 |                         |
| 国道387号 重複区間起点                                  | 大分県     | 日田市   | 日田市   | 中津江村栃野 | 栃野交差点              |
| 大分県道・熊本県道12号天瀬阿蘇線 重複区間起点           | 大分県     | 日田市   | 日田市   | 中津江村栃野 |                         |
| 大分県道・熊本県道12号天瀬阿蘇線 重複区間終点           | 大分県     | 日田市   | 日田市   | 上津江町川原 |                         |
| 大分県道・熊本県道137号上野田黒渕線                     | 熊本県     | 阿蘇郡   | 小国町   | 大字黒渕     |                         |
| 国道212号 国道387号 重複区間終点 国道442号 重複区間終点 | 熊本県     | 阿蘇郡   | 小国町   | 大字宮原     | 終点                    |